# Stadsposten

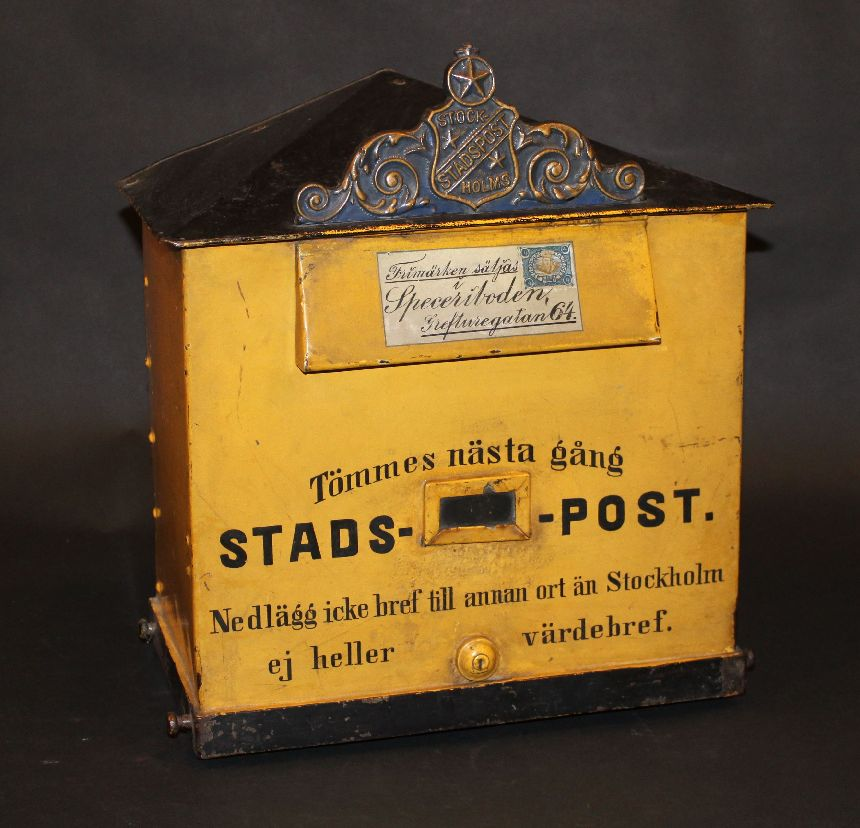
Brevlåda från Stockholms stadspost, 1888, Postmuseum.

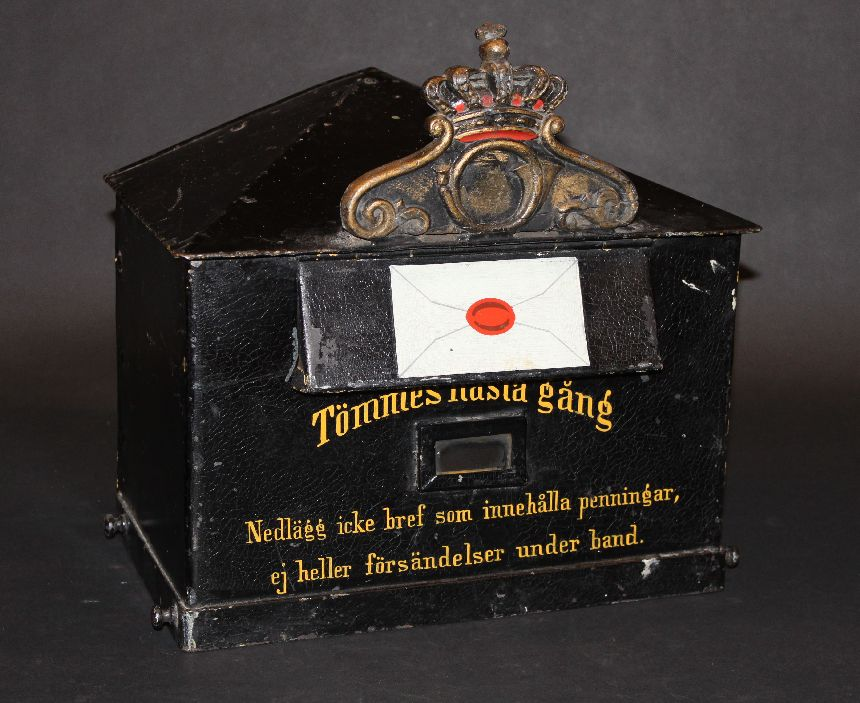
Ommålad stadspostbrevlåda använd av Postverket, 1889, Postmuseum.

AB Stadsposten var ett privat stadspostföretag som började sin verksamhet i december 1887. Idén var att inom Stockholm befordra brev och andra postförsändelser mot billigare porto än Postverkets samt att distribuera tidningar och tidskrifter utgivna i Stockholm vilket inte gjordes av Postverket. 
Stadsposten hade egna frimärken och egna brevlådor, gula till skillnad mot Postverkets som var svarta. Men trots färgskillnaden förekom i stor utsträckning att brev lades i fel låda. En utökad monopollag, som trädde i kraft den 1 oktober 1889 och som gav Postverket ensamrätten till lokalbrevbäring av slutna brev, blev nådastöten för AB Stadsposten. Postverket köpte Stadspostens gula brevlådor och målade dem svarta, det var först 1912 som Postverkets brevlådor blev gula. 
Grundaren av AB Stadsposten, Anders Jeurling som var tidningsman, redaktionssekreterare på Aftonbladet, letade nu efter nya affärsidéer och endast två månader efter att Stadsposten lagts ner, grundade han Stockholms Tidningen. 